# 22 augustus
22 augustus is de 234e dag van het jaar (235e dag in een schrikkeljaar) in de gregoriaanse kalender. Hierna volgen nog 131 dagen tot het einde van het jaar.

## Gebeurtenissen
- Algemeen

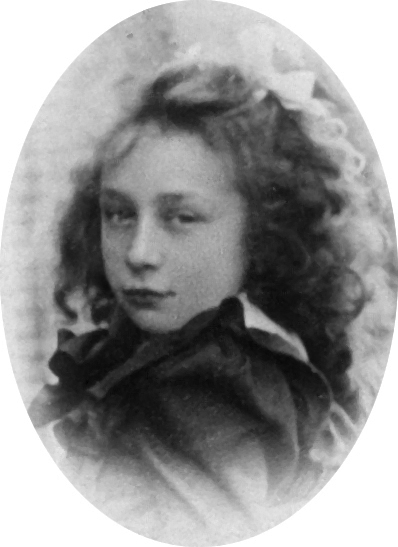
Moord op Marietje Kessels

  - 1567 - Komst van de Hertog van Alva met 16 000 soldaten, om de Nederlanden in opdracht van Filips II te straffen voor de Beeldenstorm in 1566 en de opstandigheid in het algemeen. Begin van een schrikbewind. Margaretha van Parma neemt ontslag en vertrekt naar Italië.
  - 1640 - Willem Lodewijk van Nassau-Saarbrücken wordt opgevolgd door zijn zoons Crato, Johan Lodewijk, Gustaaf Adolf, en Walraad onder regentschap van hun moeder Anna Amalia van Baden-Durlach.
  - 1791 - Slaven komen in opstand op het eiland Hispaniola, waarmee het proces gestart wordt van de latere oprichting van Haïti en de Dominicaanse Republiek.
  - 1851 - In Australië wordt goud ontdekt.
  - 1864 - De eerste Conventie van Genève: het Rode Kruis wordt opgericht en de eerste afspraken over de behandeling van oorlogsslachtoffers en bescherming van gewonde soldaten en medische ploegen worden gemaakt.
  - 1900 - In Tilburg wordt de elfjarige Marietje Kessels vermoord.
  - 1926 - In Zuid-Afrika wordt goud ontdekt.
  - 1986 - Een giftige gaswolk uit het kratermeer van een rustende vulkaan, Lake Nyos in Kameroen laat 1746 mensen en tienduizenden dieren sterven.
  - 2004 - Gewapende overvallers stelen op klaarlichte dag uit het Munchmuseum in Oslo twee schilderijen van Edvard Munch: De Schreeuw en Madonna.
  - 2006 - Een Russisch passagiersvliegtuig (een Toepolev) van Poelkovo Airlines stort neer, ongeveer 45 km van de stad Donetsk in Oekraïne.
  - 2009 - Strandrellen in Hoek van Holland tijdens dancefestival Sunset Grooves.
  - 2018 - Twintig jaar na de dood van Nicky Verstappen is er op het politiebureau in Maastricht een live uitgezonden persconferentie gegeven waarin bekend werd gemaakt dat er een 'grote doorbraak is gemaakt' in de zaak. Het OM maakt bekend dat er een DNA-match is met een 55-jarige man, die ten tijde van het voorval in Simpelveld woonde. De verdachte is nog spoorloos.

- Kunst en cultuur
  - 1911 - In het Louvre wordt ontdekt dat de Mona Lisa is gestolen.

- Oorlog
  - 1485 - De Slag bij Bosworth betekent het einde van de Rozenoorlogen.
  - 1914 - In België treffen de Britse en Duitse troepen elkaar voor het eerst tijdens de Eerste Wereldoorlog.
  - 1942 - Brazilië verklaart de oorlog aan Duitsland, Italië en Japan.
  - 1990 - Irak plaatst raketten in het bezette Koeweit. President George Bush roept 40 000 reservisten op voor dienst in de Perzische Golf.
  - 1992 - Bij bombardementen van de Azerbeidzjaanse luchtmacht op Stepanakert, de hoofdstad van de omstreden enclave Nagorny Karabach, vallen veertig doden te betreuren.
  - 1994 - VN-militairen beginnen een klopjacht op de Somalische militieleden die een VN-konvooi in een hinderlaag hebben gelokt en daarbij zeven Indiase blauwhelmen vermoordden.
  - 2020 - YouTube-oorlog in België tussen tieneridool Acid en kinderidolen Céline en Michiel van het kanaal CEMI. Er werden tijdens deze media ruzie doodsbedreigingen verzonden naar beide partijen, waardoor de topadvocaat Jef Vermassen moest bemiddelen.

- Politiek
  - 392 - Arbogast benoemt Flavius Eugenius tot keizer (Augustus) van het West-Romeinse Rijk.
  - 1485 - Hendrik VII wordt koning van Engeland.
  - 1962 - Een moordaanslag op de Franse president Charles de Gaulle mislukt.
  - 1994 - Het eerste kabinet-Kok, met PvdA, VVD en D66, wordt beëdigd en volgt het kabinet-Lubbers III op. Voor het eerst sinds 1918 zit er geen confessionele partij in het kabinet.
  - 1994 - Ongeveer 20.000 demonstranten in Mexico-Stad protesteren tegen de verkiezingszege van PRI-kandidaat Ernesto Zedillo.
  - 2012 - De man die in 2011 de Zuid-Afrikaanse racistenleider Eugene Terre'Blanche vermoordde, wordt veroordeeld tot een levenslange gevangenisstraf.
  - 2016 - De Zuid-Afrikaanse regeringspartij ANC verliest de strijd om de burgemeesterspost in Johannesburg, waar de partij meer dan twintig jaar de eerste burger leverde.

- Religie
  - 1740 - Kroning van Paus Benedictus XIV in Rome.

- Sport
  - 1983 - Zwemmer Michael Groß uit West-Duitsland scherpt bij de Europese kampioenschappen in Rome zijn eigen wereldrecord op de 200 meter vrije slag aan tot 1.47,87.
  - 1993 - In het Estadio Monumental in Santiago raken zeventig mensen gewond als het dak van de accommodatie instort.
  - 2005 - Maria Sjarapova neemt de eerste plaats van Lindsay Davenport over op de wereldranglijst voor tennissters. Ze is de eerste Russische speelster die de ranglijst aanvoert.
  - 2008 - De Nederlandse vrouwen hockeyploeg wint op de Olympische Spelen van Peking na 24 jaar eindelijk weer goud door in de finale met 2-0 van gastland China te winnen.
  - 2009 - Bij de WK atletiek in Berlijn scherpt de Poolse atlete Anita Włodarczyk het wereldrecord kogelslingeren (77,80 meter) van haar Russische collega Tatjana Lysenko aan tot 77,96 meter.
  - 2023 - Bij de wereldkampioenschappen atletiek in Boedapest (Hongarije) loopt Nederlands atlete Sifan Hassan naar brons op de 1500 meter. Faith Kipyegon uit Kenia pakt de kampioenstitel en de Ethiopische Diribe Welteji wordt tweede.[1]

- Wetenschap en technologie
  - 1770 - James Cooks expeditie komt aan op de oostkust van Australië.
  - 1963 - Piloot Joe Walker van US Airforce bereikt met het X-15 raketvliegtuig een recordhoogte van 108 km tijdens de tweede suborbitale vlucht van het X-15-programma.[2]
  - 1989 - Ontdekking van de eerste ring van de planeet Neptunus op foto's gemaakt door Voyager 2.[3]
  - 2023 - Lancering van een Falcon 9 raket van SpaceX vanaf Vandenberg Space Force Base SLC-4E voor de Starlink group 7-1 missie met 21 Starlink satellieten.[4]

## Geboren

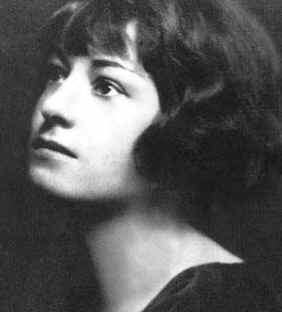
Dorothy Parker
geboren in 1893

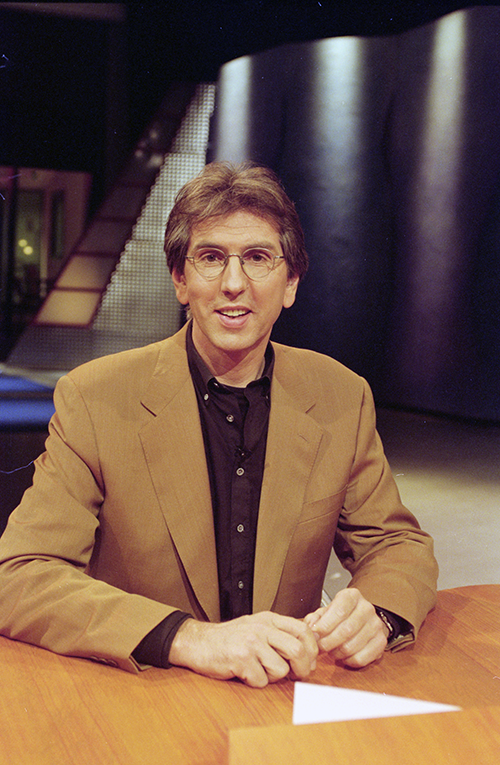
Felix Meurders
geboren in 1946

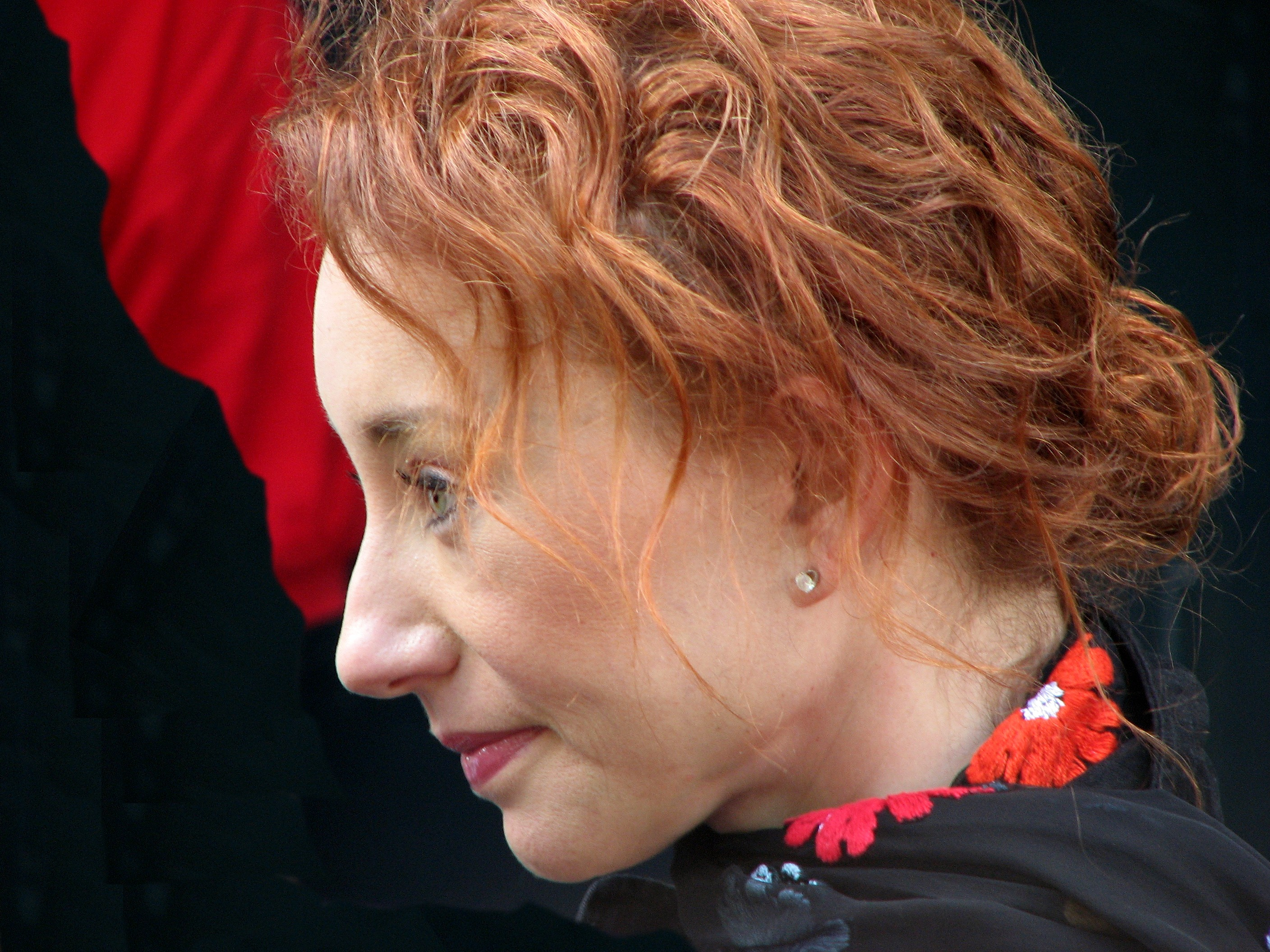
Tori Amos
geboren in 1963

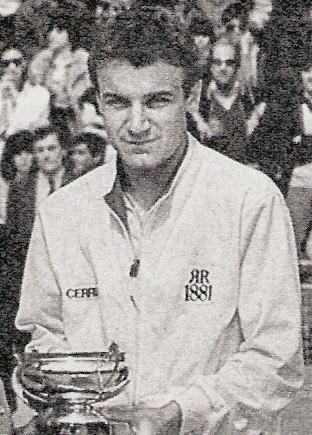
Mats Wilander
geboren in 1964

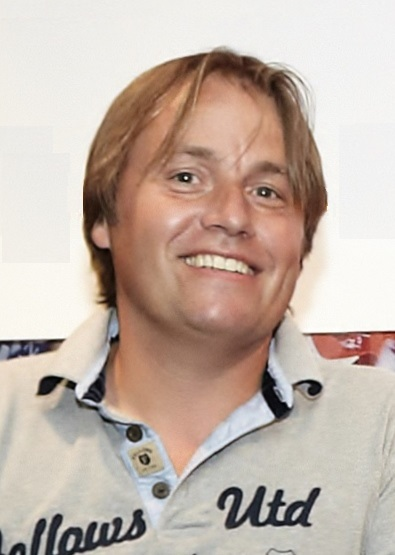
Rob Witschge
geboren in 1966

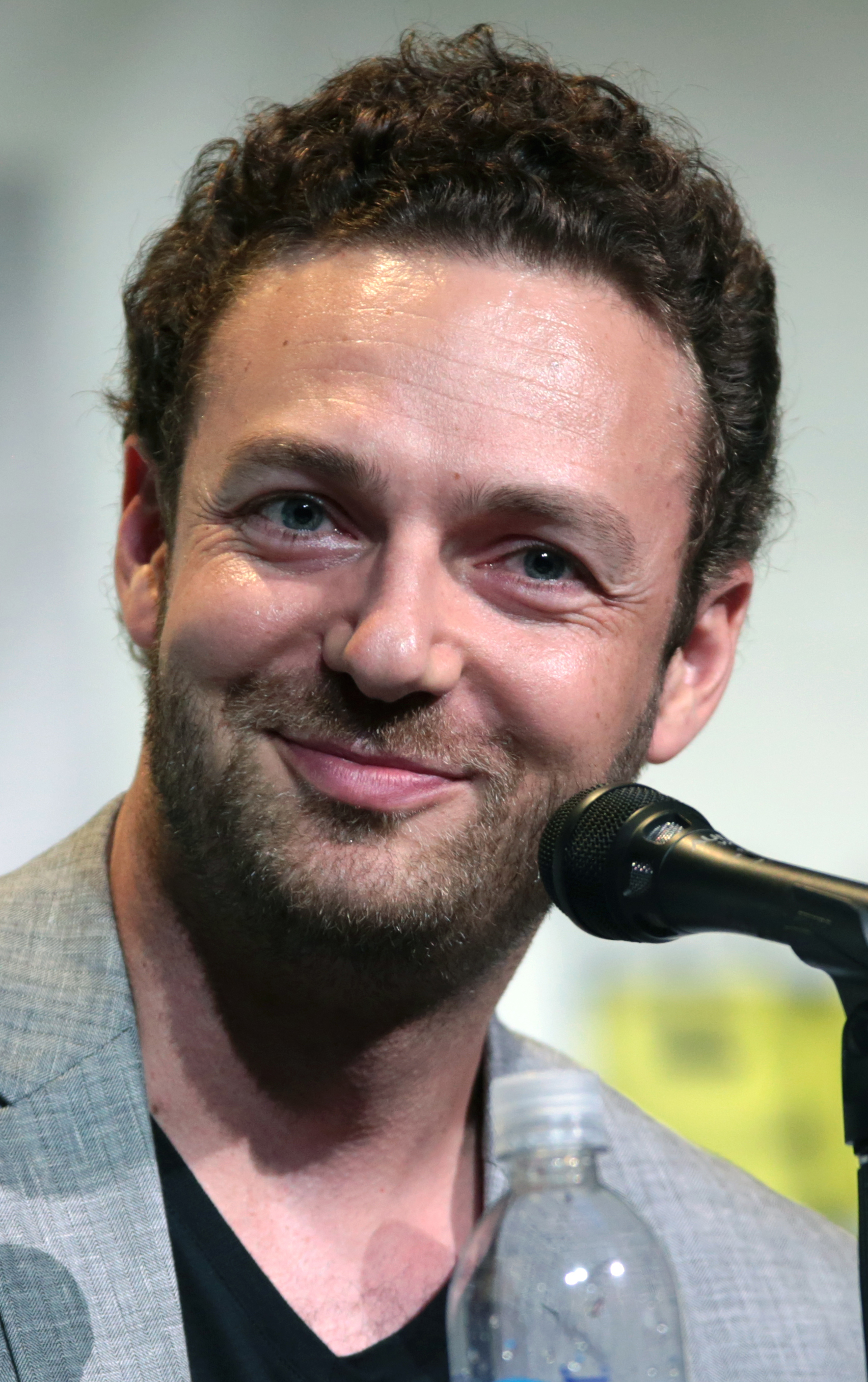
Ross Marquand
geboren in 1981

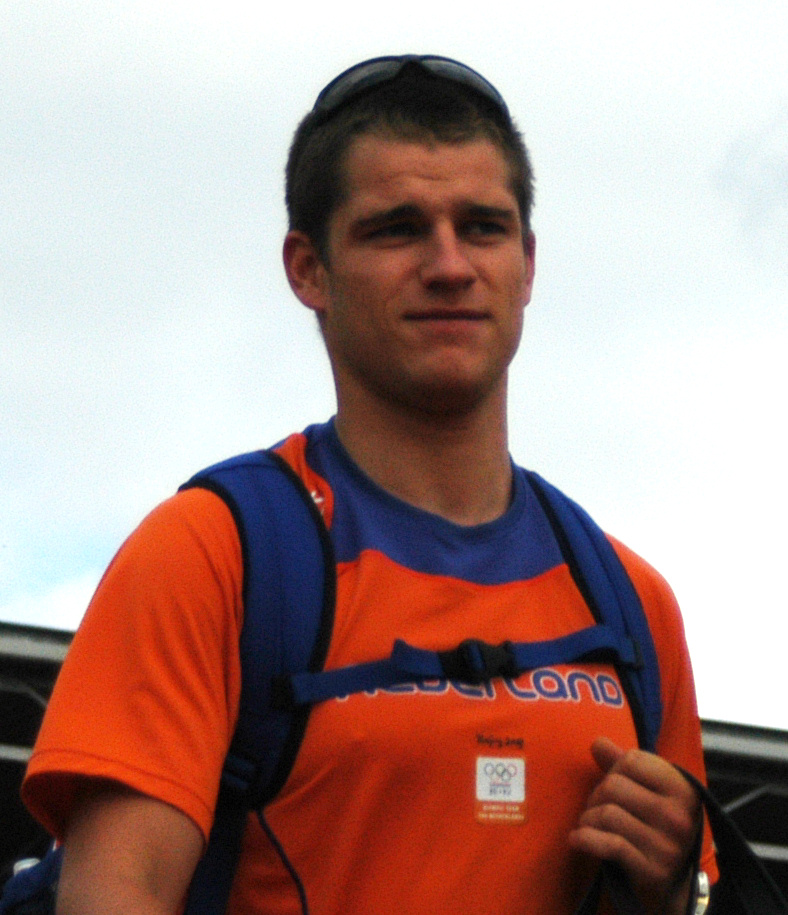
Theo Bos
geboren in 1983

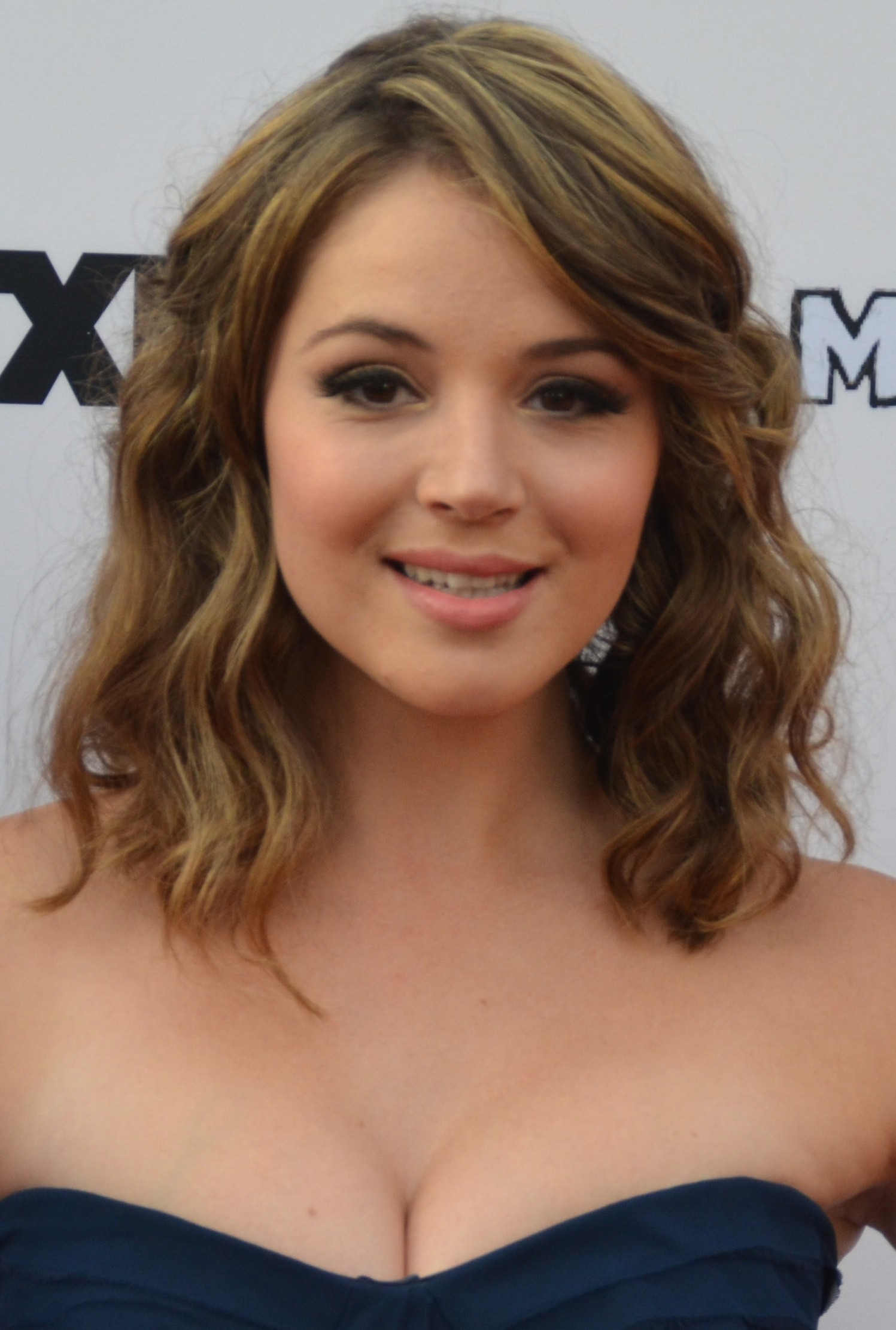
Kether Donohue
geboren in 1985

- 1526 - Adolf van Nassau-Saarbrücken, graaf van Saarbrücken en Saarwerden (overleden in 1559)
- 1753 - Christian Friedrich Ruppe, Duits-Nederlands componist (overleden 1826)
- 1760 - Annibale della Genga, de latere paus Leo XII (overleden 1829)
- 1765 - Carl Ludwig Willdenow, Pruisisch botanicus (overleden 1812)
- 1834 - Samuel Pierpont Langley, Amerikaans astronoom en natuurkundige (overleden 1906)
- 1836 - Frederik van Oranje-Nassau, Prins der Nederlanden, Prins van Oranje-Nassau (overleden 1846)
- 1845 - Willem Adolf van Wied, vijfde vorst van Wied (overleden 1907)
- 1847 - John Forrest, Australisch ontdekkingsreiziger, eerste premier van West-Australië en kabinetsminister in Australiës eerste federale regering (overleden 1918)
- 1854 - Koning Milan I van Servië (overleden 1901)
- 1857 - Johannes Messchaert, Nederlands bariton (overleden 1922)
- 1858 - Eduard Schwartz, Duits filoloog en historicus (overleden 1940)
- 1858 - Agostino Zampini, Italiaans bisschop (overleden 1937)
- 1860 - Paul Nipkow, Duits uitvinder en televisiepionier (overleden 1940)
- 1862 - Claude Debussy, Frans componist (overleden 1918)
- 1865 - Petrus Hopmans, Nederlands bisschop van Breda (overleden 1951)
- 1865 - Philip Loots, Nederlands componist (overleden 1916)
- 1874 - Max Scheler, Duits filosoof (overleden 1928)
- 1880 - George Herriman, Amerikaans striptekenaar (overleden 1944)
- 1884 - Raymonde de Laroche, Frans luchtvaartpionier (overleden 1919)
- 1887 - Lutz Schwerin von Krosigk, Duits politicus, minister en rijkskanselier (overleden 1977)
- 1888 - Jan-Albert De Bondt, Belgisch architect (overleden 1969)
- 1888 - Walther von Seydlitz, Duits generaal (overleden 1976)
- 1893 - Sijtje Aafjes, Nederlands illustratrice, aquarelliste en boekbandontwerpster (overleden 1972)
- 1893 - Dorothy Parker, Amerikaans schrijfster (overleden 1967)
- 1894 - Willem Arondeus, Nederlands beeldend kunstenaar, schrijver en verzetsman (overleden 1943)
- 1898 - Paul Hermans, Belgisch kunstschilder (overleden 1972)
- 1902 - Leni Riefenstahl, Duits cineaste en fotografe (overleden 2003)
- 1904 - Deng Xiaoping, leider van de Volksrepubliek China (overleden 1997)
- 1908 - Henri Cartier-Bresson, Frans fotograaf (overleden 2004)
- 1911 - Nico Jesse, Nederlands fotograaf (overleden 1976)
- 1914 - Hans van Swol, Nederlands tennisser en arts (overleden 2010)
- 1917 - John Lee Hooker, Amerikaans bluesgitarist en -zanger (overleden 2001)
- 1918 - Mary McGrory, Amerikaans journalist en columnist (overleden 2004)
- 1920 - Ray Bradbury, Amerikaans schrijver (overleden 2012)
- 1920 - Denton Cooley, Amerikaans hart- en vaatchirurg (overleden 2016)
- 1921 - Gabriel Ogando, Argentijns voetballer (overleden 2006)
- 1922 - Micheline Presle, Frans actrice (overleden 2024)
- 1924 - Sinforiano García, Paraguayaans voetballer (overleden 1992)
- 1924 - Andimba Toivo ya Toivo, Namibisch politicus (overleden 2017)
- 1925 - Honor Blackman, Engels actrice (overleden 2020)
- 1925 - Andrew Keller, Brits fysicus (overleden 1999)
- 1927 - Geert Eijgelaar, Nederlands politicus (overleden 2022)
- 1928 - Vicente Iturat, Spaans wielrenner (overleden 2017)
- 1928 - Karlheinz Stockhausen, Duits componist (overleden 2007)
- 1929 - José Pérez Vilaplana, Spaans componist en dirigent (overleden 1998)
- 1930 - Gylmar dos Santos Neves, Braziliaans voetbaldoelman (overleden 2013)
- 1932 - Gerald Carr, Amerikaans ruimtevaarder (overleden 2020)
- 1934 - Norman Schwarzkopf jr., Amerikaans generaal (overleden 2012)
- 1935 - Annie Proulx, Amerikaans journaliste en schrijfster
- 1936 - Chuck Brown, Amerikaanse funkgitarist en -zanger (overleden 2012)
- 1937 - Johan Anthierens, Vlaams journalist, columnist, publicist en schrijver (overleden 2000)
- 1937 - Hugo Verbrugh, Nederlands arts, filosoof en docent (overleden 2024)
- 1938 - Antoine Abate, Italiaans wielrenner
- 1939 - Hans van Drumpt, Nederlands schilder (overleden 2015)
- 1939 - Valerie Harper, Amerikaans actrice (overleden 2019)
- 1942 - Carl Mann, Amerikaans zanger (overleden 2020)
- 1943 - Nahas Angula, Namibisch premier
- 1943 - Masatoshi Shima, Japans schei- en natuurkundige
- 1944 - Roger King, Amerikaans televisieproducent (overleden 2007)
- 1944 - Eduardo Luján Manera, Argentijns voetballer (overleden 2000)
- 1946 - Felix Meurders, Nederlands radio- en televisiepresentator
- 1947 - Manfred Klein, Duits stuurman bij het roeien
- 1947 - Ian Scheckter, Zuid-Afrikaans autocoureur
- 1947 - Cindy Williams, Amerikaans actrice (overleden 2023)
- 1948 - Jan Tuijp, Nederlands bassist
- 1949 - Jozef van den Berg, Nederlands poppenspeler, acteur en kluizenaar (overleden 2023)
- 1949 - Joop Donkervoort, Nederlandse zakenman, oprichter van Donkervoort Automobielen
- 1949 - Evert Veerman, Nederlands zanger, gitarist, toetsenist en wereldreiziger
- 1950 - Lewis Libby, Amerikaans voormalig stafchef van vicepresident Dick Cheney
- 1953 - Walter Lübcke, Duits politicus (overleden 2019)
- 1956 - Dick van den Heuvel, Nederlands (scenario- en toneel)schrijver
- 1957 - Steve Davis, Brits snooker-speler
- 1958 - Colm Feore, Amerikaans-Canadees acteur
- 1958 - Kevin Maddock, Engels voetballer
- 1958 - Vernon Reid, Brits gitarist
- 1959 - Francis Alÿs, Belgisch kunstenares
- 1959 - Mark Williams, Engels acteur
- 1960 - Daniel Fässler, Zwitsers politicus
- 1961 - Roland Orzabal, Brits zanger, songwriter, muzikant en muziekproducent
- 1961 - Stephen Stanton, Amerikaans stemacteur en visual effects artiest
- 1962 - Paul Beckers, Belgisch atleet
- 1962 - Stefano Tilli, Italiaans atleet
- 1963 - Tori Amos, Amerikaans zangeres
- 1964 - Mats Wilander, Zweeds tennisser
- 1965 - Courtney Gains, Amerikaans acteur, filmproducent en muzikant
- 1965 - Kim Jackson, Iers zangeres
- 1966 - Michihisa Date, Japans voetballer
- 1966 - Michel van Oostrum, Nederlands voetballer
- 1966 - Demetris Papadakis, Cypriotisch politicus
- 1966 - Alexandre Torres, Braziliaans voetballer
- 1966 - Rob Witschge, Nederlands voetballer
- 1967 - Layne Staley, Amerikaans muzikant (overleden 2002)
- 1968 - Aleksandr Mostovoj, Russisch voetballer
- 1968 - Endrio Leoni, Italiaans wielrenner
- 1968 - Horst Skoff, Oostenrijks tennisser (overleden 2008)
- 1969 - Charly Musonda, Zambiaans voetballer
- 1969 - Bruno Tobback, Belgisch politicus
- 1969 - Alexandre Torres, Braziliaans voetballer
- 1970 - Rob Verreycken, Vlaams advocaat en politicus
- 1971 - Glen De Boeck, Belgisch voetballer en voetbaltrainer
- 1972 - Arjen Grolleman, Nederlands radio-dj (overleden 2010)
- 1972 - Gene Thomas, Vlaams zanger
- 1973 - Christof Dejaegher, Belgisch politicus
- 1973 - Mark Hickman, Australisch hockeyer
- 1973 - Gianluca Nannelli, Italiaans motorcoureur
- 1974 - Luis Diego López, Uruguayaans voetballer en voetbaltrainer
- 1976 - Daniel Bennett, Zuid-Afrikaans voetbalscheidsrechter
- 1977 - Heiðar Helguson, IJslands voetballer
- 1977 - Javier Restrepo, Colombiaans voetballer
- 1978 - Kutre Dulecha, Ethiopisch atlete
- 1978 - Jörg van Nieuwenhuijzen, Nederlands voetballer
- 1978 - Jennifer Petit, Belgisch atlete
- 1979 - Mia Audina, Indonesisch-Nederlands badmintonspeelster
- 1979 - Klodiana Shala, Albanees atlete
- 1980 - Felix Limo, Keniaans atleet
- 1980 - John Martin, Zweeds zanger
- 1981 - Guus Janssen, Nederlands atleet
- 1981 - Nancy Langat, Keniaans atlete
- 1981 - Christina Obergföll, Duits atlete
- 1981 - Ross Marquand, Amerikaans acteur
- 1983 - Theo Bos, Nederlands wielrenner
- 1984 - Jacques van Bremen, Nederlands snelwandelaar
- 1984 - Lee Camp, Noord-Iers voetballer
- 1984 - Tomomi Morita, Japans zwemmer
- 1984 - Manuel Ortiz Toribio, Spaans voetballer
- 1985 - Jens Byggmark, Zweeds alpineskiër
- 1985 - Kether Donohue, Amerikaans actrice en zangeres
- 1985 - Brittany Lang, Amerikaans golfspeelster
- 1985 - Airen Mylene, Nederlands presentatrice
- 1985 - Salih Yoluç, Turks autocoureur
- 1986 - Shane Cross, Australisch professioneel skateboarder (overleden 2007)
- 1986 - Charlie Chan Dagelet, Nederlands actrice
- 1987 - Gianluca Brambilla, Italiaans wielrenner
- 1987 - Josip Tadić, Kroatisch voetballer
- 1987 - Mischa Zverev, Duits tennisser
- 1988 - Pedro Enrique, Braziliaans autocoureur
- 1989 - Tin Sritrai, Thais autocoureur
- 1989 - Tristan Vautier, Frans autocoureur
- 1990 - Shirine Boutella, Algerijns actrice
- 1990 - Margaux Farrell, Frans zwemster
- 1991 - Crooks (Juliandri Frans), Nederlands rapper
- 1991 - Guro Pettersen, Noors voetbalster
- 1992 - Ari Stidham, Amerikaans acteur
- 1993 - Laura Dahlmeier, Duits biatlete (overleden 2025)
- 1993 - Florencia Habif, Argentijns hockeyster
- 1993 - Amanda Reason, Canadees zwemster
- 1994 - Israel Broussard, Amerikaans acteur
- 1995 - Dua Lipa, Brits-Kosovaars zangeres
- 1995 - Fleur Savelkoel, Nederlands volleybalster
- 1996 - Doğan Erdoğan, Turks voetballer
- 1996 - Aleksandra Ramanoeskaja, Wit-Russisch freestyleskiester
- 1999 - Brock Crouch, Amerikaans snowboarder
- 1999 - Mai Mihara, Japans kunstschaatsster
- 2001 - LaMelo Ball, Amerikaans basketballer
- 2002 - Anna van der Vlist, Nederlands voetbalster
- 2002 - Juliane Wirtz, Duits voetbalster
- 2004 - Cristian D, Nederlands rapper
- 2007 - Machteld van Foreest, Nederlands schaakster

## Overleden

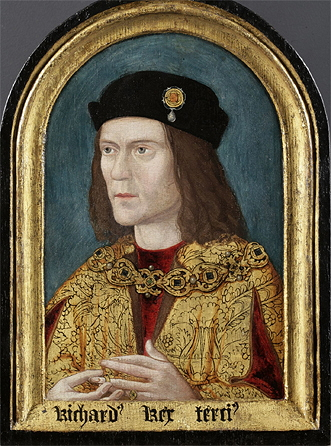
Richard III van Engeland
overleden in 1485

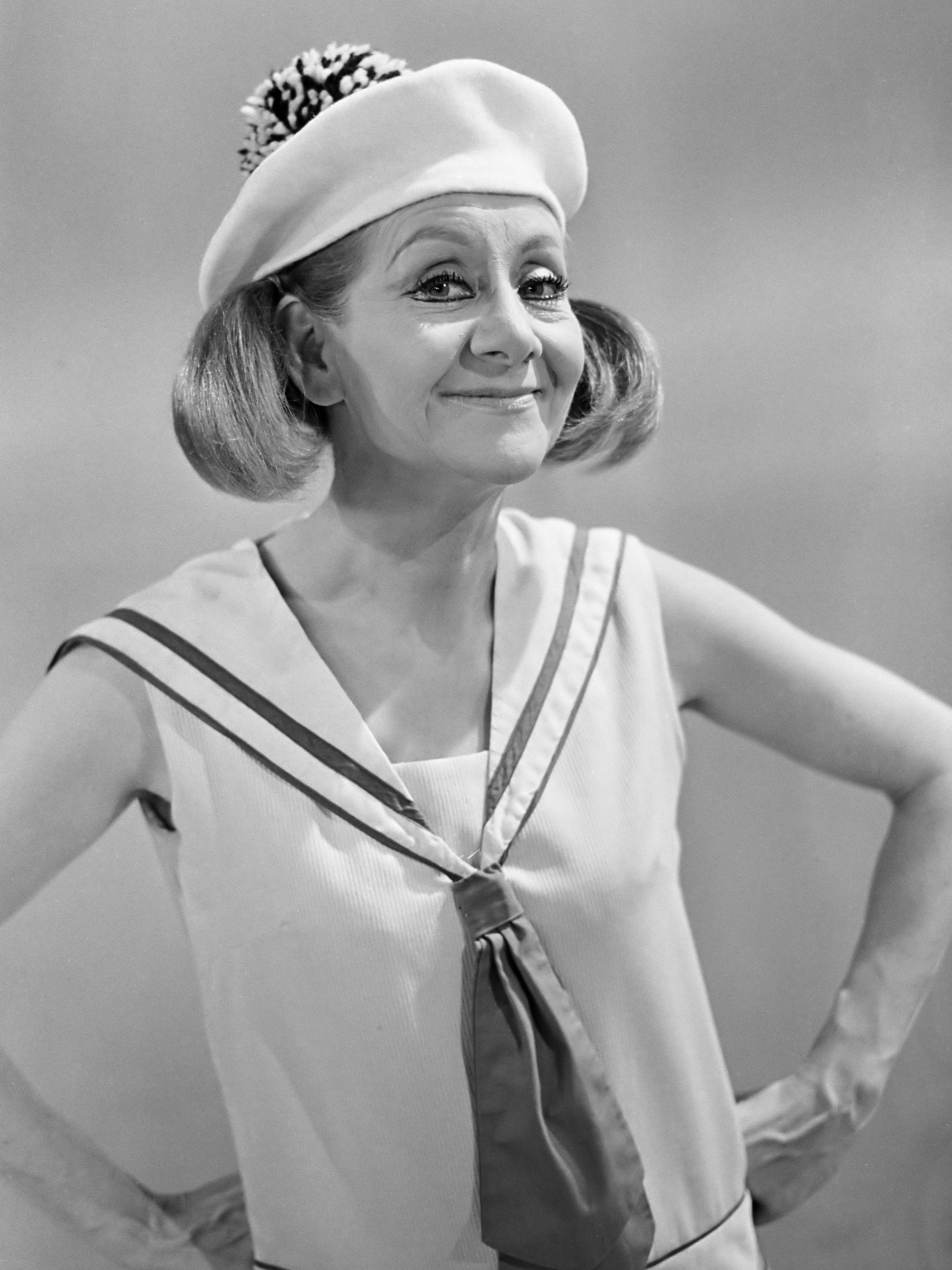
Conny Stuart
overleden in 2010

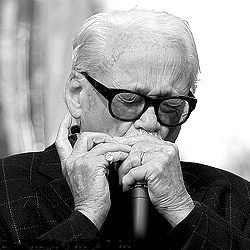
Toots Thielemans
overleden in 2016

- 408 - Flavius Stilicho, Romeins generaal
- 1241 - Paus Gregorius IX (71)
- 1280 - Paus Nicolaas III (63)
- 1328 - Arnold V van Loon, graaf van het graafschap Loon
- 1350 - Filips VI (56/57), koning van Frankrijk
- 1485 - Richard III (32), koning van Engeland
- 1603 - Clara Goessen, laatste veroordeelde in een reeks heksenprocessen te Antwerpen
- 1609 - Jehoeda Löw (ca. 84), Tsjechisch rabbijn, talmoedkenner en filosoof
- 1640 - Willem Lodewijk van Nassau-Saarbrücken (49), graaf van Nassau-Saarbrücken
- 1745 - Anton Kašutnik (56), Sloveens jezuïet en schrijver
- 1861 - Xianfeng (30), keizer van China
- 1891 - Jan Neruda (57), Tsjechisch journalist, schrijver en dichter
- 1917 - Matthijs Maris (78), Nederlands schilder
- 1920 - Anders Zorn (60), Zweeds schilder en etser
- 1922 - Michael Collins (31), Iers politicus
- 1940 - Gerald Strickland (79), Maltees en Brits politicus en president van Malta
- 1944 - Reint Dijkema (24), Nederlands verzetsstrijder
- 1948 - Sophia Duleep Singh (72), Brits suffragette
- 1951 - Harry Blackstaffe (83), Brits roeier
- 1963 - Ted Duncan (50), Amerikaans autocoureur
- 1965 - Ellen Church, (60) 's werelds eerste stewardess
- 1966 - Erwin Komenda (62), Oostenrijks automobielontwerper
- 1967 - Lambertus Neher (77), Nederlands politicus en minister, topman en verzetsstrijder
- 1970 - Johan van de Kieft (86), Nederlands politicus
- 1970 - Vladimir Propp (75), Russisch folklorist en taalkundige
- 1974 - Jacob Bronowski (66), Pools-Brits dichter, wiskundige, wetenschapshistoricus en televisiepresentator
- 1974 - Sverre Hansen (61), Noors voetballer
- 1978 - Jomo Kenyatta (84/85), Keniaans president
- 1979 - Henk Beernink (69), Nederlands politicus en minister
- 1980 - Colin Gordon (72), Guyaans atleet
- 1986 - Celal Bayar (103), Turks politicus en derde president van Turkije
- 1987 - Arne Brustad (75), Noors voetballer
- 1987 - Ernst Hijmans (97), Nederlands ingenieur en organisatieadviseur
- 1989 - Lillebil Ibsen (90), Noors actrice/danseres
- 1989 - Diana Vreeland (85), Amerikaans modejournalist
- 1990 - Luigi Dadaglio (75), Italiaans curiekardinaal
- 2007 - François Braekman (86), Belgisch atleet
- 2007 - Kees Buurman (70), Nederlands radiojournalist, radioprogrammamaker en hoorspelregisseur
- 2007 - Ben Moerkoert (91), Nederlands vliegenier
- 2008 - Arie Klapwijk (86), Nederlands revalidatiearts
- 2008 - Robert Pintenat (60), Frans voetballer
- 2008 - Erik Thommesen (92), Deens beeldhouwer
- 2009 - Elmer Kelton (83), Amerikaans schrijver
- 2009 - Lode Van Outrive (77), Belgisch criminoloog, politicus en mensenrechtenactivist
- 2010 - Piet Al (72), Nederlands geestelijke
- 2010 - Michel Montignac (66), Frans voedingsspecialist
- 2010 - Conny Stuart (96), Nederlands zangeres, actrice en musicalster
- 2011 - Nickolas Ashford (69), Amerikaans singer-songwriter
- 2011 - Vicco von Bülow (87), Duits zanger en komiek
- 2011 - Jack Layton (61), Canadees politicus
- 2011 - Jerry Leiber (78), Amerikaans songwriter
- 2011 - Jozef Vanryckeghem (89), Belgisch politicus
- 2013 - Jetty Paerl (92), Nederlands zangeres
- 2014 - Emmanuel Kriaras (107), Grieks filosoof en lexicograaf
- 2015 - Eric Thompson (95), Brits autocoureur
- 2016 - Daan de Ligt (63), Nederlands dichter
- 2016 - Jacqueline Pagnol (95), Frans actrice
- 2016 - Sellapan Ramanathan (92), Singaporees president
- 2016 - Gilli Smyth (83), Brits muzikante
- 2016 - Toots Thielemans (94), Belgisch jazzmuzikant, componist, mondharmonicavirtuoos
- 2017 - John Abercrombie (72), Amerikaans jazzgitarist, componist en bandleider
- 2018 - Hermann von der Dunk (89), Nederlands historicus
- 2019 - Henk Bergamin (83), Nederlands politicus en sportbestuurder
- 2019 - Will Brüll (96), Duits beeldhouwer
- 2020 - Ulla Pia (75), Deens zangeres
- 2021 - Lies Bonnier (96), Nederlands zwemster
- 2021 - Raymond Hamers (88), Belgisch immunoloog
- 2021 - Karel Steenbrink (79), Nederlands hoogleraar, theoloog en islamoloog
- 2022 - Jerry Allison (82), Amerikaans drummer
- 2022 - Fredy Studer (74), Zwitsers jazzdrummer
- 2022 - Creed Taylor (93), Amerikaans jazzproducent
- 2023 - Mathilde van den Brink (82), Nederlands politica
- 2023 - Chrisje Comvalius (75), Nederlands actrice
- 2023 - Tom Courtney (90), Amerikaans atleet
- 2023 - Toto Cutugno (80), Italiaans zanger
- 2023 - Martin Laciga (48), Zwitsers beachvolleyballer
- 2023 - Alexandra Paul (32), Canadees kunstschaatsster
- 2023 - Vaccine (Christine Clements) (43), Amerikaans muziekproducer en muzikant

## Viering/herdenking
- Rooms-Katholieke kalender:

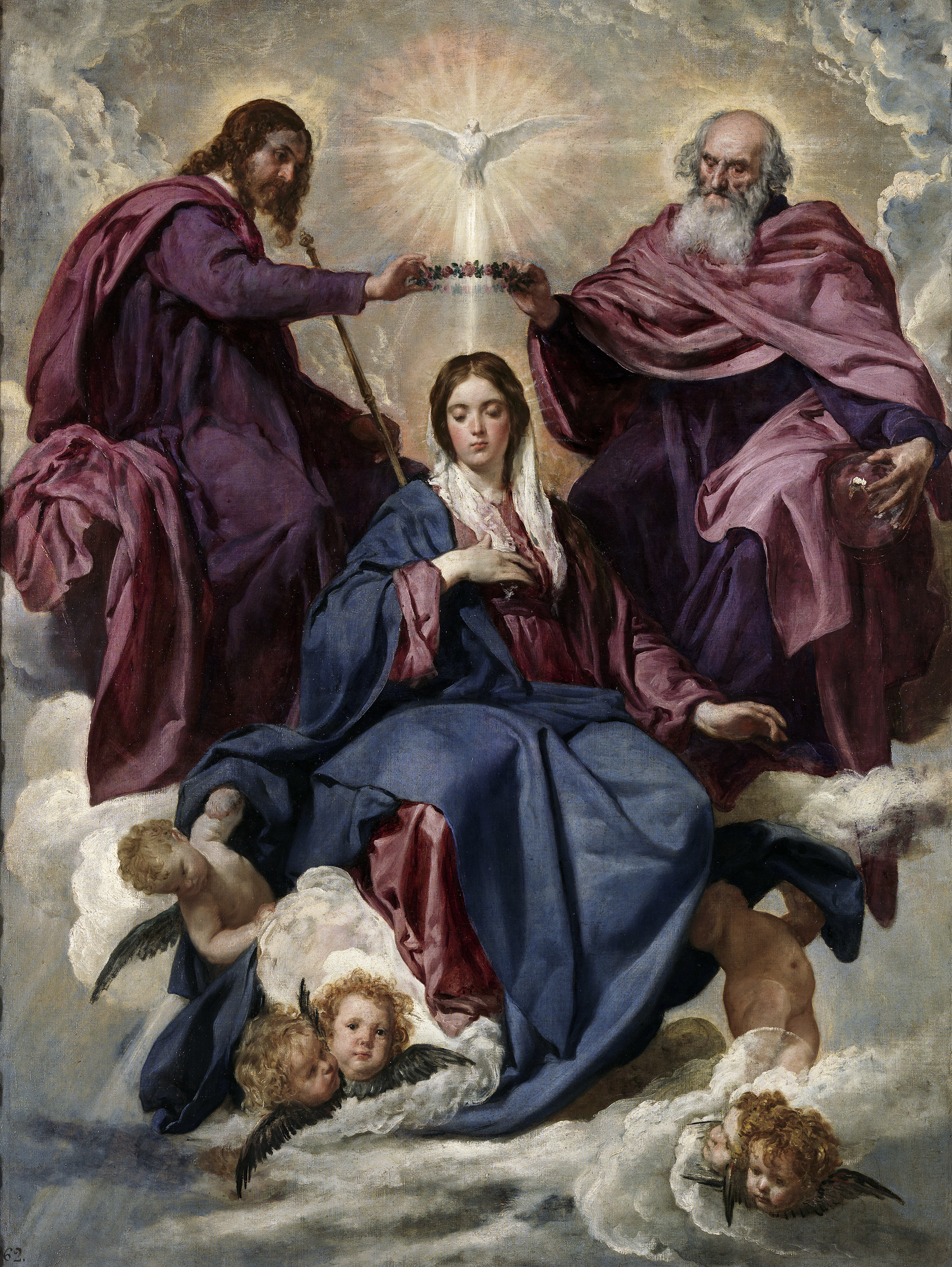
Kroning van de Maagd - Prado - Diego Velázquez

  - Feest van Maria Koningin - Gedachtenis
  - Heilige Symphorianus van Autun en Timotheüs van Rome († ca 178)
  - Heilige Sigfridus (van Wearmouth) († ca 689)
  - Heilige John Kemble († 1679)
  - Zalige Simeon Lukac († 1964)
  - Kerkwijding Kathedraal Utrecht (1853)

## Weerextremen

### Nederland
| | Officiële records | Officiële records | Officiële records |      | Landelijke records | Landelijke records | Landelijke records |
| Gebeurtenis | Jaar              | Extreem           | Locatie           | Jaar | Extreem            | Locatie            |                    |
| --- | ----------------- | ----------------- | ----------------- | ---- | ------------------ | ------------------ | ------------------ |
| Laagste etmaalgemiddelde temperatuur (°C) | 1993              | 11,8              | De Bilt           |      | 1993               | 11,0               | Deelen, Eelde      |
| Hoogste etmaalgemiddelde temperatuur (°C) | 1918              | 23,0              | De Bilt           |      | 1918               | 25,0               | Vlissingen         |
| Laagste minimumtemperatuur (°C) | 1902              | 4,4               | De Bilt           |      | 1973               | 1,3                | Twenthe            |
| Hoogste minimumtemperatuur (°C) | 1997              | 18,9              | De Bilt           |      | 1918               | 21,6               | Vlissingen         |
| Laagste maximumtemperatuur (°C) | 1920              | 14,1              | De Bilt           |      | 1993               | 12,8               | Eelde              |
| Hoogste maximumtemperatuur (°C) | 1995              | 30,7              | De Bilt           |      | 1918               | 33,1               | Maastricht         |
| Hoogste uurgemiddelde windsnelheid (m/s) | 1926-1927         | 11,3              | De Bilt           |      | 1927               | 18,0               | De Kooy            |
| Hoogste windstoot (m/s) | 1953              | 18,5              | De Bilt           |      | 1998               | 25,0               | Hoek van Holland   |
| Langste zonneschijnduur (uur) | 1976              | 13,2              | De Bilt           |      | 1976               | 13,8               | Leeuwarden         |
| Langste neerslagduur (uur) | 1977              | 15,8              | De Bilt           |      | 1977               | 21,0               | Twenthe            |
| Hoogste etmaalsom van de neerslag (mm) | 1928              | 36,4              | De Bilt           |      | 2021               | 92,0               | Stavoren           |
| Laagste etmaalgemiddelde relatieve vochtigheid (%) | 1976              | 48                | De Bilt           |      | 1935               | 34                 | Maastricht         |
| Laagste uurwaarde luchtdruk op zeeniveau (hPa) | 1940              | 995,5             | De Bilt           |      | 1940               | 993,0              | Eelde              |
| Hoogste uurwaarde luchtdruk op zeeniveau (hPa) | 1973              | 1029,6            | De Bilt           |      | 1973               | 1029,9             | De Kooy            |
| Officiële records worden altijd gemeten op het KNMI-weerstation in De Bilt. Landelijke records kunnen worden gemeten op elk officieel KNMI-weerstation in Nederland. |                   |                   |                   |      |                    |                    |                    |

Uitzonderlijke gebeurtenissen
- 1918 - Officieel hoogste maximumtemperatuur in °C van het jaar gemeten in De Bilt: 30,3
- 1918 - Laatste officiële zomerse dag van het jaar (maximumtemperatuur ≥ 25 °C in De Bilt)
- 1918 - Eerste en enige officiële tropische dag van het jaar (maximumtemperatuur ≥ 30 °C in De Bilt)
- 1955 - Laatste officiële tropische dag van het jaar (maximumtemperatuur ≥ 30 °C in De Bilt)
- 1960 - Laatste officiële zomerse dag van het jaar (maximumtemperatuur ≥ 25 °C in De Bilt)
- 1973 - Landelijk maandrecord laagste minimumtemperatuur in °C van augustus gemeten in Twenthe: 1,3
- 1984 - Laatste officiële tropische dag van het jaar (maximumtemperatuur ≥ 30 °C in De Bilt)
- 1995 - Laatste officiële tropische dag van het jaar (maximumtemperatuur ≥ 30 °C in De Bilt)
- 1996 - Laatste officiële zomerse dag van het jaar (maximumtemperatuur ≥ 25 °C in De Bilt)

### België
Dagrecords
- 1920 en 1839 - Laagste etmaalgemiddelde temperatuur 12,7 °C
- 1898 - Hoogste etmaalgemiddelde temperatuur 26,4 °C
- 1899 - Laagste minimumtemperatuur 7,9 °C
- 1918 en 1898 - Hoogste maximumtemperatuur 32,5 °C
- 1904 - Hoogste etmaalsom van de neerslag 20,8 mm

Uitzonderlijke gebeurtenissen
- 1995 - 26 opeenvolgende dagen heeft het in Ukkel niet geregend.
- 2014 - Een tornado zorgt voor schade in Lichtervelde. In Leuze-en-Hainaut wordt een tornado waargenomen die geen schade aanricht.

<< · 1 · 2 · 3 · 4 · 5 · 6 · 7 · 8 · 9 · 10 · 11 · 12 · 13 · 14 · 15 · 16 · 17 · 18 · 19 · 20 · 21 · 22 · 23 · 24 · 25 · 26 · 27 · 28 · 29 · 30 · 31 · >>